# 卡达克斯
卡达克斯，是西班牙加泰罗尼亚赫罗纳省的一个市镇。总面积27平方公里，2001年总人口2024人，人口密度75人/平方公里。